# Robin Stenwall
Robin Frank Stenwall, född 23 september 1976 i Ekenäs, är en finlandssvensk filosof, metafysiker och docent i teoretisk filosofi vid Lunds universitet. Efter studier i statsvetenskap vid Åbo Akademi fick Stenwall ett stipendium från Nordiska ministerrådet för att studera vid Lunds universitet där han disputerade i teoretisk filosofi och är verksam som universitetslektor på filosofiska institutionen. Stenwalls forskning har främst behandlat metafysik, medvetandefilosofi och vetenskapsteori.     